# El Ksiba
El Ksiba (en àrab القصيبة, al-Qşība; en amazic ⵍⵇⵚⵉⴱⴰ, Lksiba n Mohha Ousaid) és un municipi de la província de Béni Mellal, a la regió de Béni Mellal-Khénifra, al Marroc. Segons el cens de 2014 tenia una població total de 20.001 persones. Està situada exactament al centre del Marroc, entre les quatre viles imperials del Marroc, a una zona entre l'Atles Mitjà i l'Alt Atles. Es troba a uns 220 kilòmetres de Casablanca, 250 kilòmetres de Marràqueix, 250 kilòmetres de Fes i 320 kilòmetres de Rabat.